# Посольство США в ЦАР
Посольство Соединённых Штатов Америки в Центральноафриканской Республике (англ. Embassy of the United States in Central African Republic, фр. Ambassade des États-Unis en République centrafricaine) — дипломатическая миссия Соединённых Штатов Америки в Центральноафриканской Республике. Посольство находится в столице Центральноафриканской Республики, городе Банги.

## История
Дипломатические отношения между Соединёнными Штатами и Центральноафриканской Республикой были установлены 13 августа 1960 года, после провозглашения независимости от Франции. В этот же день американский консул в Браззавиле Алан Вуд Люкенс вручил верительную грамоту Давиду Дако в качестве поверенного в делах. Посольство США в Банги было открыто 10 февраля 1961 года во главе с Аланом Люкенсом в качестве временного поверенного в делах США. В этот же период на должность посла США в ЦАР был назначен Уилтон Бланке.
ЦАР является одной из наименее развитых стран мира и с момента обретения независимости переживает политическую нестабильность. Так, посольство США в Банги было ненадолго закрыто в результате всплеска насилия 1996-97 годов. Оно вновь было открыто в 1998 году с ограниченным персоналом, при этом миссии Агентства США по международному развитию и Корпуса мира не возобновили свою работу. Американское посольство в ЦАР снова временно приостановило свою деятельность в ноябре 2002 года в ответ на опасения по поводу безопасности, возникшие в связи с началом военного переворота Франсуа Бозизе. Посольство вновь открылось в январе 2005 года, но с ограниченным функционалом по оказанию консульских услуг. 
27 декабря 2012 года США приостановили деятельность своего посольства в Центральноафриканской Республике и отозвали своих дипломатов из-за роста насилия со стороны мятежников из-за гражданской войны. Вскоре, 14 сентября 2014 года американское посольство в Банги возобновило нормальную работу.